# Iraniella rechingeri
Iraniella rechingeri är en svampart som beskrevs av Petr. 1949. Iraniella rechingeri ingår i släktet Iraniella, divisionen sporsäcksvampar och riket svampar.   Inga underarter finns listade i Catalogue of Life.